# Frontière entre l'Espagne et le Maroc
La frontière entre l'Espagne et le  Maroc est l'une des plus courtes frontières internationales du monde. Elle est située sur le continent africain, à côté des villes espagnoles de Ceuta et Melilla ainsi que du rocher de Vélez de la Gomera.
La distance entre la péninsule ibérique et le Maroc étant de 14km, il est parfois possible de voir le Maroc depuis les côtes européennes et inversement.

## Caractéristiques
Elle est composée de trois segments terrestres, matérialisée autour de Melilla et Ceuta par des barrières de séparation qui ont été érigées afin d'empêcher l'immigration illégale. Ces tronçons étant :
- La barrière de Melilla - longueur : 9,6 km ;
- La barrière de Ceuta - longueur : 6,3 km ;
- Le troisième tronçon qui mesure 85 m de long, sépare le Maroc du Peñón de Vélez de la Gomera. Cette dernière est en fait une ancienne île reliée au continent par une étroite bande de sable au milieu de laquelle passe la frontière.

Il existe également une frontière maritime entre le Maroc et l'Espagne, séparant en particulier le Maroc des îles et archipels espagnols de la côte : les îles Chafarinas et Alborán et le Peñón de Alhucemas.

## Tentatives de passages de la frontière
Les frontières des enclaves de Melilla et Ceuta font périodiquement l'objet de tentatives de franchissement par des migrants qui tentent de se rendre en Europe,,,.

## Galerie

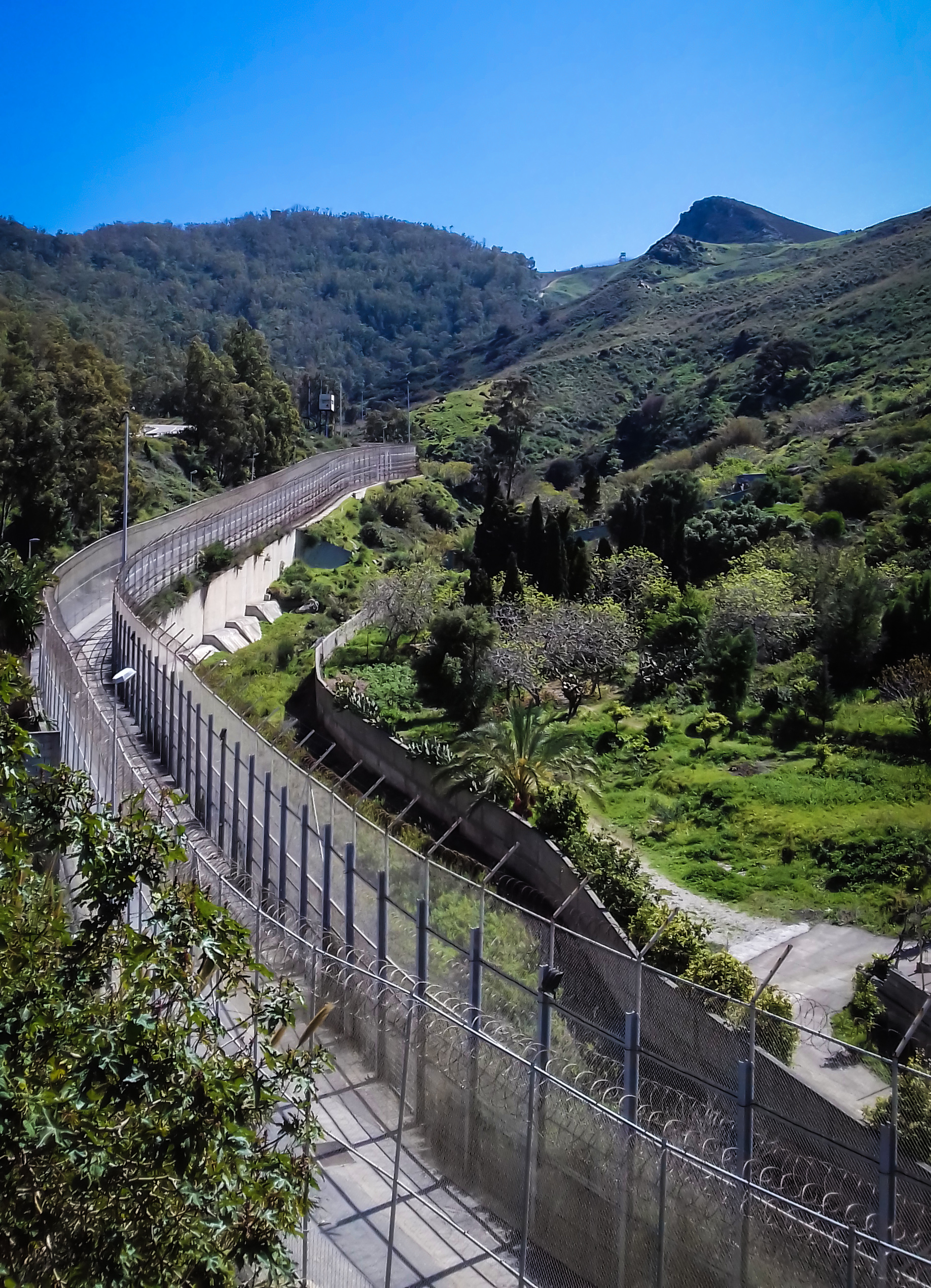
La barrière de Ceuta
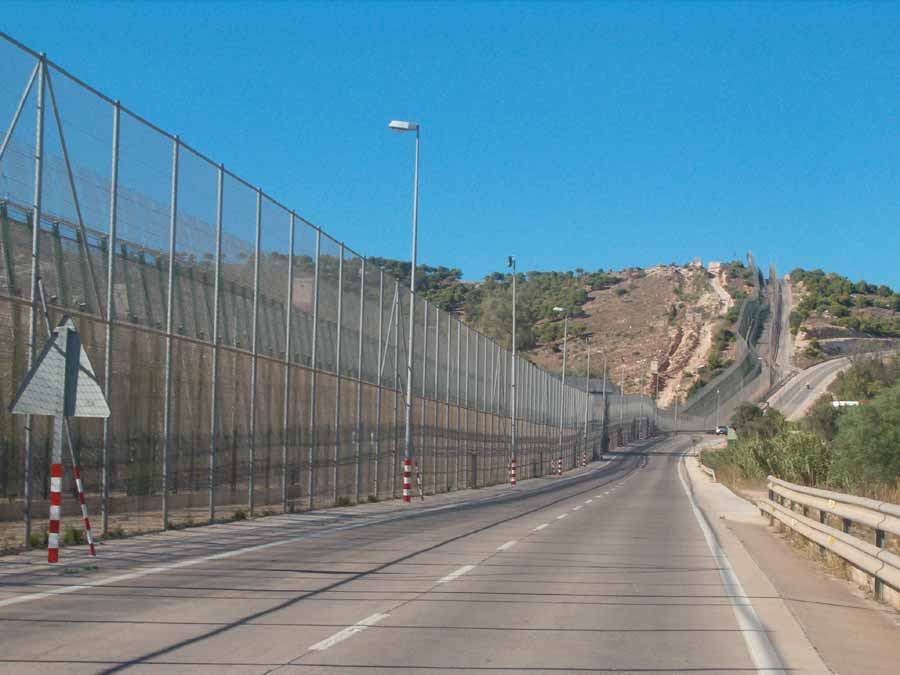
Barrière de Melilla vue du côté espagnol
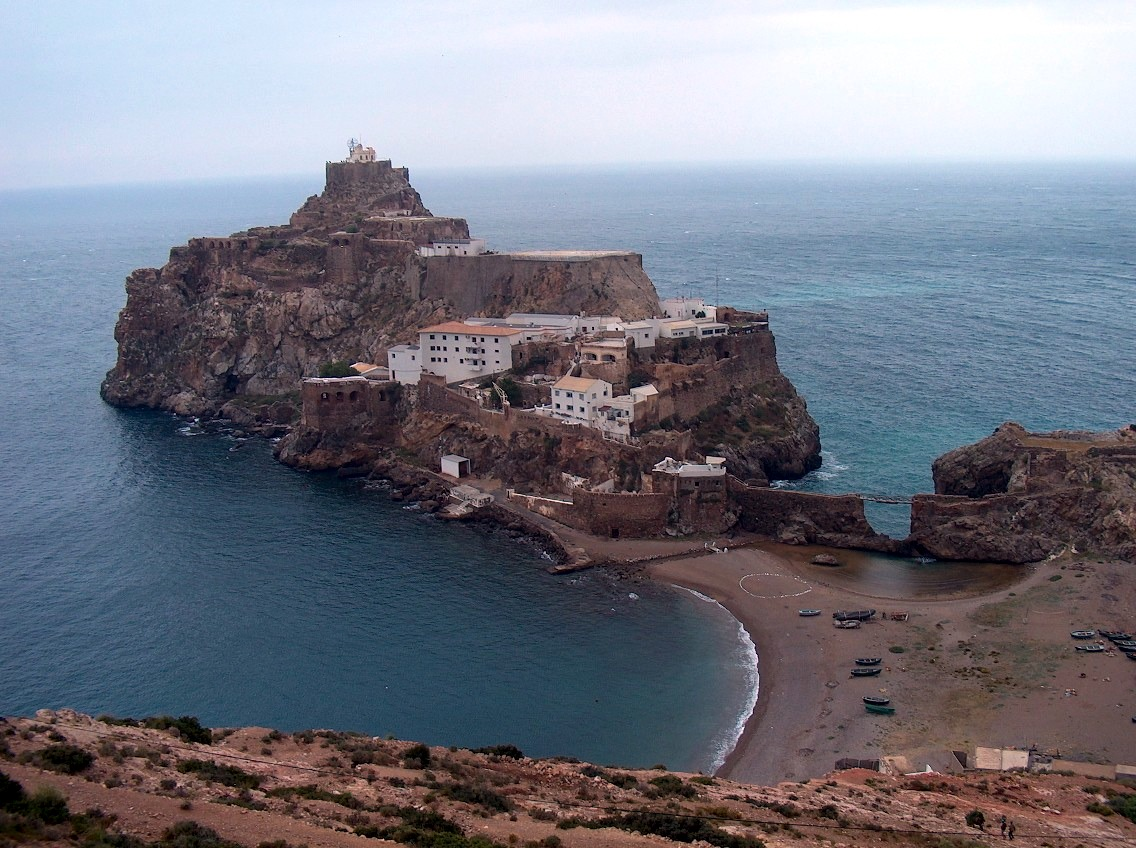
Le Peñón de Vélez de la Gomera, vu du Maroc